# John Trapp
John Quincy Trapp (Detroit, Míchigan, 2 de octubre de 1945) es un exjugador de baloncesto estadounidense que jugó durante cinco temporadas en la NBA, y una más en la ABA. Con 2,00 metros de estatura, lo hacía en la posición de  alero.

## Trayectoria deportiva

### Universidad
Tras pasar cuatro años por cuatro pequeñas universidades diferentes, jugó su última temporada universitaria con los Southern de la Universidad de Nevada, Las Vegas, en la que promedió 21 puntos y 11,4 rebotes por partido. En su única temporada en la élite universitaria consiguió más de 30 puntos en cuatro partidos, con una mejor marca de 43 puntos ante UC Irvine.

### Profesional
Fue elegido en la decimoquinta posición del Draft de la NBA de 1968 por San Diego Rockets, y también por los Oakland Oaks en el draft de la ABA, fichando por los primeros. Jugó 3 temporadas con los Rockets, siendo la mejor de ellas la última, la temporada 1970-71, en la que promedió 9,6 puntos y 6,2 rebotes por partido.
Tras ser despedido por San Diego, firmó al año siguiente como agente libre por Los Angeles Lakers. Allí jugó una única temporada, como suplente de Happy Hairston, pero que le sirvió para ganar su único anillo de campeón de la NBA, tras derrotar a New York Knicks en las Finales de 1972, promediando a lo largo del campeonato 5,7 puntos y 3,1 rebotes por partido.
Nada más comenzar la temporada 1972-73 fue traspasado, junto con LeRoy Ellis a Philadelphia 76ers, a cambio de Mel Counts y Bill Bridges. Le tocó vivir la peor temporada de un equipo en la historia de la liga, en la que acabaron con tan solo 9 victorias y por donde pasaron hasta 19 jugadores diferentes a lo largo del año. Hasta ser despedido, jugó 39 partidos, en los que promedió 10,9 puntos y 4,8 rebotes. Tras esa experiencia, firmó como agente libre por Denver Rockets de la ABA, donde acabó la temporada, para retirarse al término de la misma.

## Estadísticas de su carrera en la NBA y la ABA
|  | Denota temporadas en las que fue Campeón de la NBA |

### Temporada regular
| Año         | Equipo       | PJ  | PT | MPP  | %TC  | %3P  | %TL  | RPP | APP | PPP  |
| ----------- | ------------ | --- | -- | ---- | ---- | ---- | ---- | --- | --- | ---- |
| 1968-69     | San Diego    | 25  |    | 5.7  | .363 |      | .655 | 2.0 | .2  | 3.1  |
| 1969-70     | San Diego    | 70  |    | 14.6 | .426 |      | .692 | 4.4 | .7  | 6.3  |
| 1970-71     | San Diego    | 82  |    | 25.4 | .420 |      | .755 | 6.2 | 1.7 | 9.6  |
| 1971-72     | L.A. Lakers  | 58  |    | 13.1 | .443 |      | .669 | 3.1 | .7  | 5.7  |
| 1972-73     | L.A. Lakers  | 5   |    | 7.0  | .250 |      | .700 | 2.8 | .4  | 2.6  |
| 1972-73     | Philadelphia | 39  | 11 | 21.9 | .412 |      | .741 | 4.8 | 1.2 | 10.7 |
| 1972-73     | Denver (ABA) | 24  |    | 14.3 | .422 | .000 | .594 | 3.0 | .8  | 5.3  |
| Total (NBA) | Total (NBA)  | 279 | 11 | 17.5 | .420 |      | .725 | 4.5 | 1.0 | 7.4  |
| Total       | Total        | 303 | 11 | 17.3 | .420 | .000 | .717 | 4.4 | 1.0 | 7.2  |

### Playoffs
| Año   | Equipo       | PJ | PT   | MPP  | %TC | %3P  | %TL | RPP | APP | PPP |
| ----- | ------------ | -- | ---- | ---- | --- | ---- | --- | --- | --- | --- |
| 1972  | L.A. Lakers  | 10 | 7.1  | .242 |     | .571 | 1.6 | .5  | 2.0 |     |
| 1973  | Denver (ABA) | 5  | 10.2 | .438 | –   | .667 | 1.4 | .4  | 4.4 |     |
| Total | Total        | 15 | 8.1  | .306 | –   | .632 | 1.5 | .5  | 2.8 |     |